# Desastre do show aéreo de Sknyliv
O desastre do show aéreo Sknyliv ocorreu em 27 de julho de 2002, quando um caça Sukhoi Su-27 pilotado por Volodymyr Toponar e co-pilotado por Yuriy Yegorov caiu durante uma apresentação de acrobacias no Aeroporto Internacional de Lviv Danylo Halytskyi, perto de Lviv, Ucrânia. O acidente matou 77 pessoas e feriu 543, 100 das quais foram hospitalizadas. Foi o pior acidente aéreo da história da Ucrânia até 2014 quando o voo MH 17 foi abatido por tropas russas.

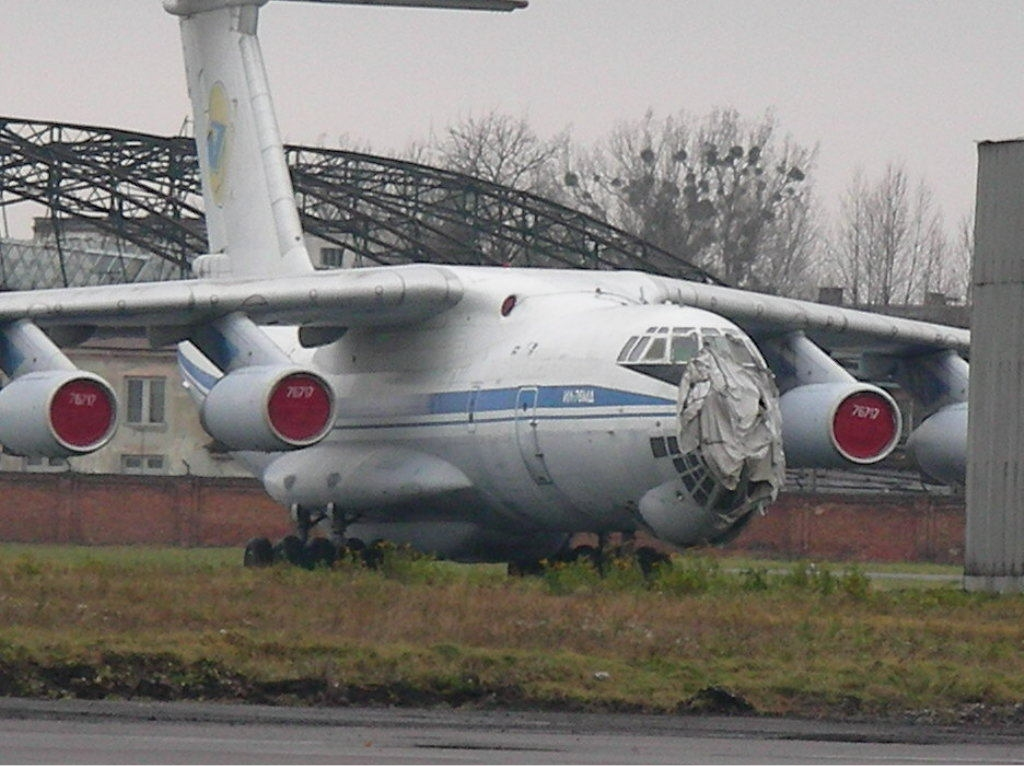
O IL-76MD danificado (UR-76717)

## Acidente
Mais de 10 mil espectadores compareceram ao show aéreo de sábado, em comemoração ao 60.º aniversário do 14.º Corpo Aéreo da Força Aérea Ucraniana. A aeronave Su-27 foi pilotada por dois pilotos experientes; entrou em manobra rolante às 12h52min com uma trajetória descendente a baixa altitude. Ele rolou na vertical mais uma vez e ainda estava descendo rapidamente quando a asa esquerda entrou em estol pouco antes de atingir o solo, quando a tripulação iniciou a ejeção. A aeronave achatou-se inicialmente, deslizando sobre o solo em direção a aviões estacionados e dando um golpe no nariz de um aeroplano de transporte Ilyushin Il-76 antes de começar a explodir e girar na multidão de espectadores.
Ambos os pilotos sobreviveram com ferimentos leves, enquanto 77 espectadores foram mortos, incluindo 28 crianças (embora relatos iniciais do Ministério de Situações de Emergência apontassem o número de mortos em 83, incluindo 23 crianças). Outros 100 foram hospitalizados por ferimentos na cabeça, queimaduras e fraturas ósseas. Outras lesões foram menos graves e não requereram hospitalização; um total de 543 pessoas ficaram feridas durante o acidente.
Após o desastre, os pilotos afirmaram que o mapa de voo que eles haviam recebido diferia do layout real. No gravador de voz do cockpit, um piloto pergunta: "E onde estão nossos espectadores?" Outros sugeriram que os pilotos demoraram a reagir aos alertas automatizados emitidos pelo computador de voo.

## Repercussão
O presidente ucraniano, Leonid Kuchma, culpou publicamente os militares pelo desastre e demitiu o chefe da Força Aérea, general Viktor Strelnykov. O ministro da Defesa Volodymyr Shkidchenko enviou sua renúncia, mas Kuchma o rejeitou.
Em 24 de junho de 2005, um tribunal militar condenou o piloto Volodymyr Toponar e o co-piloto Yuriy Yegorov a 14 e 8 anos de prisão, respectivamente. O tribunal considerou os dois pilotos e três outros oficiais militares culpados de não seguir ordens, negligência e violação das regras de voo. Dois dos três oficiais foram condenados a até seis anos de prisão e o último foi condenado a até quatro anos. Além disso, Toponar foi condenado a pagar 7,2 milhões grívnias (US$ 1,42 milhão; € 1,18 milhão) em compensação para as famílias, e Yegorov 2,5 milhões de grívnias. O principal treinador de voo da tripulação foi absolvido por falta de provas. Depois que o veredicto foi anunciado, Toponar disse que planejava apelar, insistindo que o acidente se devia a problemas técnicos e a um plano de voo falho. Yegorov foi libertado em 2008 depois que o presidente Yushchenko emitiu um decreto reduzindo sua sentença para três anos e meio.
Aos pilotos foi atribuída a maior parte da culpa, que incluiu acusações de tentativa de manobras com as quais eles não estavam familiarizados. Toponar havia solicitado um voo de treinamento adicional no aeródromo onde a exibição deveria ser realizada; essa solicitação foi negada.